# Neuhofen

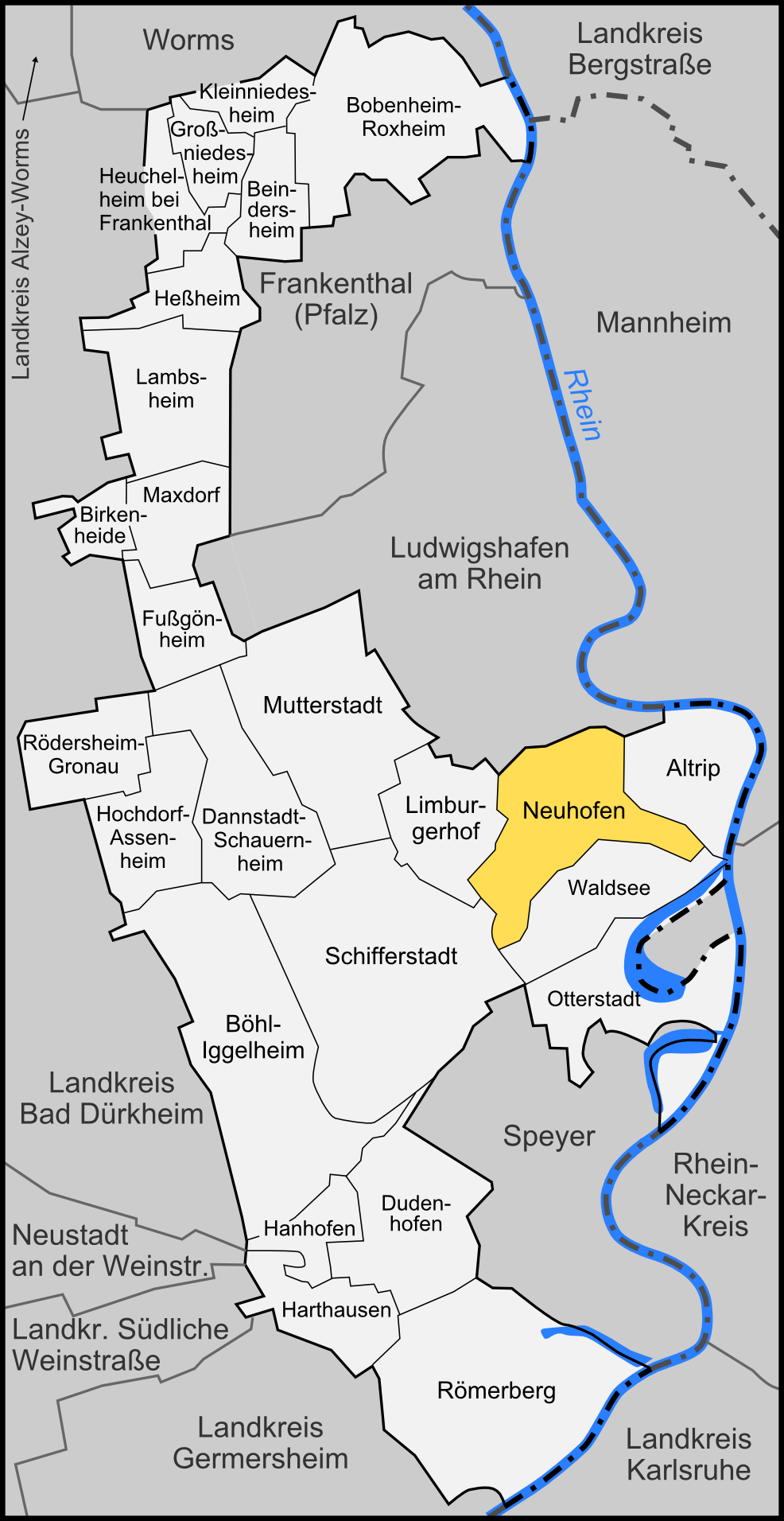

Neuhofen là một đô thị thuộc thuộc huyện Rhein-Pfalz, bang Rheinland-Pfalz,phía tây nước Đức. Đô thị này có diện tích 12 km², dân số thời điểm ngày 31 tháng 12 năm 2006 là 7297 người. Đô thị này có cự ly khoảng 7 km về phía nam Ludwigshafen.